# Ultramega OK
Albums de Soundgarden
Louder Than Love
Ultramega OK est le premier album du groupe de grunge Soundgarden, sorti 31 octobre 1988 chez SST.
Succédant aux sorties des EPs Screaming Life (1987) et Fopp (1988), tous deux édités par le Sub Pop, Ultramega OK contient des éléments de heavy metal, de rock psychédélique et de punk hardcore. Le groupe en fit la promotion avec sa première tournée américaine.
En 1990, il fut nommé au Grammy Award de la meilleure prestation metal.
Selon le chanteur Chris Cornell, le titre vient d'une plaisanterie du guitariste Kim Thayil. Cornell explique que le groupe était satisfait des morceaux mais déçus de la production, et qu'ils ont voulu se moquer de cela. Il a d'ailleurs été suggéré que l'édition britannique d'Ultramega OK soit nommée Ultramega UK.
L'album se vend à 220 000 exemplaires.
En avril 2019, l'album est classé n° 23 des 50 meilleurs albums grunge par le magazine Rolling Stone.

## Liste des pistes
1. "Flower" (Chris Cornell, Kim Thayil) – 3 min 25 s
2. "All Your Lies" (Cornell, Thayil, Hiro Yamamoto) – 3 min 51 s
3. "665" (Cornell, Yamamoto) – 1 min 37 s
4. "Beyond the Wheel" (Cornell) – 4 min 20 s
5. "667" (Cornell, Yamamoto) – 0 min 56 s
6. "Mood for Trouble" (Cornell) – 4 min 21 s
7. "Circle of Power" (Thayil, Yamamoto) – 2 min 05 s
8. "He Didn't" (Matt Cameron, Cornell) – 2 min 47 s
9. "Smokestack Lightning" (Howlin' Wolf) – 5 min 07 s
10. "Nazi Driver" (Cornell, Yamamoto) – 3 min 52 s
11. "Head Injury" (Cornell) – 2 min 22 s
12. "Incessant Mace" (Cornell, Thayil) – 6 min 22 s
13. "One Minute of Silence" (John Lennon)  – 1 min

## Crédits
- Chris Cornell - chant, guitare
- Kim Thayil - guitare
- Hiro Yamamoto - basse
- Matt Cameron - batterie

## Distinction

### Nomination
- Grammy Awards 1990 : Meilleure performance metal pour Ultramega OK